# Motorrad-Weltmeisterschaft 1992
Die Motorrad-WM-Saison 1992 war die 44. in der Geschichte der FIM-Motorrad-Straßenweltmeisterschaft.
In den Klassen bis 500 cm³, bis 250 cm³ und bis 125 cm³ wurden 13 und bei den Gespannen sieben Rennen ausgetragen.

## Punkteverteilung
| Platz  | 1  | 2  | 3  | 4  | 5 | 6 | 7 | 8 | 9 | 10 |
| Punkte | 20 | 15 | 12 | 10 | 8 | 6 | 4 | 3 | 2 | 1  |

In die Wertung kamen alle erzielten Resultate.

## 500-cm³-Klasse

### Teams und Fahrer
| Team                                  | Hersteller    | Motorrad          | Nr. | Fahrer                | Läufe           |
| ------------------------------------- | ------------- | ----------------- | --- | --------------------- | --------------- |
| Marlboro Team Roberts                 | Yamaha        | Yamaha YZR500     | 1   | Wayne Rainey          | 1–7, 9–13       |
| Marlboro Team Roberts                 | Yamaha        | Yamaha YZR500     | 4   | John Kocinski         | 1–2, 4–13       |
| Rothmans Honda Team                   | Honda         | Honda NSR 500     | 2   | Mick Doohan           | 1–7, 12–13      |
| Rothmans Kanemoto Honda               | Honda         | Honda NSR 500     | 5   | Wayne Gardner         | 1, 5, 7, 9–13   |
| Rothmans Kanemoto Honda               | Honda         | Honda NSR 500     | 58  | Daryl Beattie         | 2–3             |
| Team HRC                              | Honda         | Honda NSR 500     | 53  | Shin’ichi Itō         | 1               |
| Team HRC                              | Honda         | Honda NSR 500     | 58  | Daryl Beattie         | 1               |
| Ducados Yamaha Team                   | Yamaha        | Yamaha YZR500     | 6   | Joan Garriga          | alle            |
| Cagiva Team Agostini                  | Cagiva        | Cagiva GP500 C591 | 7   | Eddie Lawson          | alle            |
| Cagiva Team Agostini                  | Cagiva        | Cagiva GP500 C591 | 12  | Alex Barros           | 1–9, 12–13      |
| Global Motorsports / Budweiser Racing | Yamaha        | Yamaha YZR500     | 8   | Randy Mamola          | alle            |
| Lucky Strike Suzuki 500               | Suzuki        | Suzuki RGV 500    | 10  | Doug Chandler         | alle            |
| Lucky Strike Suzuki 500               | Suzuki        | Suzuki RGV 500    | 34  | Kevin Schwantz        | 1–2, 4–13       |
| S.R.T.                                | Suzuki        | Suzuki RGV 500    | 55  | Keiji Ohishi          | 1               |
| Millar Racing                         | ROC-Yamaha    | Yamaha YZR500     | 11  | Eddie Laycock         | alle            |
| Banco ROC                             | ROC-Yamaha    | Yamaha YZR500     | 14  | Dominique Sarron      | 2, 4–13         |
| HEK Racing Team                       | Harris-Yamaha | Yamaha YZR500     | 15  | Cees Doorakkers       | 2–13            |
| Librenti Corse                        | Librenti      | Librenti 500      | 16  | Marco Papa            | 2–8, 10–13      |
| Yamaha France / Banco                 | Yamaha        | Yamaha YZR500     | 17  | Miguel Duhamel        | alle            |
| Yamaha France / Banco                 | Yamaha        | Yamaha YZR500     | 19  | Niall Mackenzie       | alle            |
| Yamaha France / Banco                 | Yamaha        | Yamaha YZR500     | 65  | Bernard Garcia        | 10              |
| Rallye-Sport Racing Team              | Harris-Yamaha | Yamaha YZR500     | 18  | Michael Rudroff       | alle            |
| Team Valvoline / WCM                  | ROC-Yamaha    | Yamaha YZR500     | 21  | Peter Goddard         | 1–4, 6–7, 11–13 |
| Team Valvoline / WCM                  | ROC-Yamaha    | Yamaha YZR500     | 40  | Andrew Stroud         | 9–10            |
| Padgett’s Racing Team                 | Harris-Yamaha | Yamaha YZR500     | 22  | Simon Buckmaster      | 2–8, 12–13      |
| Padgett’s Racing Team                 | Harris-Yamaha | Yamaha YZR500     | 61  | Jamie Whitham         | 11              |
| Padgett’s Racing Team                 | Harris-Yamaha | Yamaha YZR500     | 63  | Terry Rymer           | 11              |
| Uvex Racing Team                      | ROC-Yamaha    | Yamaha YZR500     | 23  | Niggi Schmassmann     | 2–13            |
| Uvex Racing Team                      | ROC-Yamaha    | Yamaha YZR500     | 25  | Sepp Doppler          | 2–13            |
| Paton                                 | Paton         | Paton V115 500    | 24  | Lucio Pedercini       | 2, 4–9, 11–12   |
| MBM Racing                            | Harris-Yamaha | Yamaha YZR500     | 26  | Kevin Mitchell        | 2–13            |
| MBM Racing                            | Harris-Yamaha | Yamaha YZR500     | 62  | Carl Fogarty          | 11              |
| Team ROC / Banco                      | ROC-Yamaha    | Yamaha YZR500     | 27  | Serge David           | 2–13            |
| Team ROC / Banco                      | ROC-Yamaha    | Yamaha YZR500     | 32  | Toshiyuki Arakaki     | 2–13            |
| Campsa Honda Team                     | Honda         | Honda NSR 500     | 28  | Àlex Crivillé         | alle            |
| VRP Racing Team                       | VRP           | VRP 500 GP        | 29  | Andy Leuthe           | 4, 8–9, 11–13   |
| Peter Graves Racing Team              | Harris-Yamaha | Yamaha YZR500     | 30  | Peter Graves          | 2–5, 7–13       |
| Ville de Paris                        | ROC-Yamaha    | Yamaha YZR500     | 31  | Thierry Criné         | 2–10            |
| Ville de Paris Reims                  | ROC-Yamaha    | Yamaha YZR500     | 60  | Mike Wilson           | 13              |
| Ville de Reims                        | ROC-Yamaha    | Yamaha YZR500     | 64  | Bruno Bonhuil         | 11              |
| K.C.S. International                  | ROC-Yamaha    | Yamaha YZR500     | 33  | Corrado Catalano      | alle            |
| Team Domina / SVES Racing             | Harris-Yamaha | Yamaha YZR500     | 35  | Larry Moreno Vacondio | 0 (5–6, 9–10)   |
| Arciero Racing Team                   | ROC-Yamaha    | Yamaha YZR500     | 36  | Claude Arciero        | 4, 6–10         |
| Nivea For Men Team                    | ROC-Yamaha    | Yamaha YZR500     | 37  | Juan López Mella      | 4–7, 12–13      |
| Kirin Mets RT Yamaha                  | Yamaha        | Yamaha YZR500     | 52  | Norihiko Fujiwara     | 1               |
| An Team Blue Fox                      | Honda         | Honda NSR 500     | 54  | Keiichiro Iwahashi    | 1               |
| Hiro Racing Team Yamaha               | Yamaha        | Yamaha YZR500     | 56  | Toshihiko Honma       | 1               |
| AM / PM Racing                        | Honda         | Honda NSR 500     | 57  | Satoshi Tsujimoto     | 1               |
| Grant Nashua                          | Harris-Yamaha | Yamaha YZR500     | 66  | Russell Wood          | 13              |
| Quelle:                               |               |                   |     |                       |                 |

| Legende         |
| --------------- |
| Stammfahrer     |
| Wildcard-Fahrer |
| Ersatzfahrer    |

### Rennergebnisse
|    | Datum  | Rennen                | Strecke       | Platz 1        | Platz 2        | Platz 3         | Pole-Position  | Schn. Rennrunde | Gesamtführender Fahrer | Gesamtführender Konstrukteur |
| -- | ------ | --------------------- | ------------- | -------------- | -------------- | --------------- | -------------- | --------------- | ---------------------- | ---------------------------- |
| 1  | 29.03. | GP von Japan          | Suzuka        | Mick Doohan    | Doug Chandler  | Kevin Schwantz  | Kevin Schwantz | Mick Doohan     | Mick Doohan            | Honda                        |
| 2  | 12.04. | GP von Australien     | Eastern Creek | Mick Doohan    | Wayne Rainey   | Daryl Beattie   | Mick Doohan    | Mick Doohan     | Mick Doohan            | Honda                        |
| 3  | 19.04. | GP von Malaysia       | Shah Alam     | Mick Doohan    | Wayne Rainey   | Àlex Crivillé   | Mick Doohan    | Wayne Rainey    | Mick Doohan            | Honda                        |
| 4  | 10.05. | GP von Spanien        | Jerez         | Mick Doohan    | Wayne Rainey   | Niall Mackenzie | Mick Doohan    | Mick Doohan     | Mick Doohan            | Honda                        |
| 5  | 24.05. | GP von Italien        | Mugello       | Kevin Schwantz | Mick Doohan    | John Kocinski   | Mick Doohan    | Kevin Schwantz  | Mick Doohan            | Honda                        |
| 6  | 31.05. | GP von Europa         | Barcelona     | Wayne Rainey   | Mick Doohan    | Doug Chandler   | Mick Doohan    | Mick Doohan     | Mick Doohan            | Honda                        |
| 7  | 14.06. | GP von Deutschland    | Hockenheim    | Mick Doohan    | Kevin Schwantz | Wayne Gardner   | Mick Doohan    | Mick Doohan     | Mick Doohan            | Honda                        |
| 8  | 27.06. | 62. Dutch TT          | Assen         | Àlex Crivillé  | John Kocinski  | Alex Barros     | Eddie Lawson   | Joan Garriga    | Mick Doohan            | Honda                        |
| 9  | 12.07. | GP von Ungarn         | Hungaroring   | Eddie Lawson   | Doug Chandler  | Randy Mamola    | Doug Chandler  | Alex Barros     | Mick Doohan            | Honda                        |
| 10 | 19.07. | GP von Frankreich     | Magny-Cours   | Wayne Rainey   | Wayne Gardner  | John Kocinski   | Doug Chandler  | Wayne Gardner   | Mick Doohan            | Honda                        |
| 11 | 02.08. | GP von Großbritannien | Donington     | Wayne Gardner  | Wayne Rainey   | Joan Garriga    | Eddie Lawson   | Wayne Rainey    | Mick Doohan            | Honda                        |
| 12 | 23.08. | GP von Brasilien      | Interlagos    | Wayne Rainey   | John Kocinski  | Doug Chandler   | John Kocinski  | Wayne Rainey    | Mick Doohan            | Honda                        |
| 13 | 06.09. | GP von Südafrika      | Kyalami       | John Kocinski  | Wayne Gardner  | Wayne Rainey    | John Kocinski  | Wayne Gardner   | Wayne Rainey           | Honda                        |

### Fahrerwertung
| 1  | Wayne Rainey    | Yamaha | 140 |
| 2  | Mick Doohan     | Honda  | 136 |
| 3  | John Kocinski   | Yamaha | 102 |
| 4  | Kevin Schwantz  | Suzuki | 99  |
| 5  | Doug Chandler   | Suzuki | 94  |
| 6  | Wayne Gardner   | Honda  | 78  |
| 7  | Joan Garriga    | Yamaha | 61  |
| 8  | Àlex Crivillé   | Honda  | 59  |
| 9  | Eddie Lawson    | Cagiva | 56  |
| 10 | Randy Mamola    | Yamaha | 45  |
| 11 | Niall Mackenzie | Yamaha | 37  |
| 12 | Miguel Duhamel  | Yamaha | 34  |
| 13 | Alex Barros     | Cagiva | 29  |
| 14 | Daryl Beattie   | Honda  | 18  |

| 15 | Peter Goddard     | ROC-Yamaha    | 18 |
| 16 | Shin’ichi Itō     | Honda         | 10 |
| 17 | Keiji Ohishi      | Suzuki        | 6  |
|    | Terry Rymer       | Harris-Yamaha | 6  |
| 19 | Corrado Catalano  | ROC-Yamaha    | 5  |
| 20 | Eddie Laycock     | Yamaha        | 4  |
| 21 | Toshihiko Honma   | Yamaha        | 3  |
|    | Michael Rudroff   | Harris-Yamaha | 3  |
| 23 | Norihiko Fujiwara | Yamaha        | 2  |
|    | Jamie Whitham     | Harris-Yamaha | 2  |
|    | Dominique Sarron  | ROC-Yamaha    | 2  |
| 26 | Toshiyuki Arakaki | ROC-Yamaha    | 2  |
| 27 | Satoshi Tsujimoto | Honda         | 1  |
|    | Kevin Mitchell    | Harris-Yamaha | 1  |

### Konstrukteurswertung
| 1 | Honda         | 216 |
| 2 | Yamaha        | 195 |
| 3 | Suzuki        | 127 |
| 4 | Cagiva        | 79  |
| 5 | ROC-Yamaha    | 22  |
| 6 | Harris-Yamaha | 9   |

## 250-cm³-Klasse

### Rennergebnisse
|    | Datum  | Rennen                | Strecke       | Platz 1             | Platz 2             | Platz 3             | Pole-Position       | Schn. Rennrunde     | Gesamtführender Fahrer | Gesamtführender Konstrukteur |
| -- | ------ | --------------------- | ------------- | ------------------- | ------------------- | ------------------- | ------------------- | ------------------- | ---------------------- | ---------------------------- |
| 1  | 29.03. | GP von Japan          | Suzuka        | Luca Cadalora       | Tadayuki Okada      | Nobuatsu Aoki       | Nobuatsu Aoki       | Luca Cadalora       | Luca Cadalora          | Honda                        |
| 2  | 12.04. | GP von Australien     | Eastern Creek | Luca Cadalora       | Carlos Cardús       | Helmut Bradl        | Helmut Bradl        | Carlos Cardús       | Luca Cadalora          | Honda                        |
| 3  | 19.04. | GP von Malaysia       | Shah Alam     | Luca Cadalora       | Alberto Puig        | Pierfrancesco Chili | Pierfrancesco Chili | Luca Cadalora       | Luca Cadalora          | Honda                        |
| 4  | 10.05. | GP von Spanien        | Jerez         | Loris Reggiani      | Helmut Bradl        | Masahiro Shimizu    | Luca Cadalora       | Loris Reggiani      | Luca Cadalora          | Honda                        |
| 5  | 24.05. | GP von Italien        | Mugello       | Luca Cadalora       | Loris Reggiani      | Max Biaggi          | Pierfrancesco Chili | Luca Cadalora       | Luca Cadalora          | Honda                        |
| 6  | 31.05. | GP von Europa         | Barcelona     | Luca Cadalora       | Loris Reggiani      | Max Biaggi          | Max Biaggi          | Loris Reggiani      | Luca Cadalora          | Honda                        |
| 7  | 14.06. | GP von Deutschland    | Hockenheim    | Pierfrancesco Chili | Max Biaggi          | Loris Reggiani      | Max Biaggi          | Loris Reggiani      | Luca Cadalora          | Honda                        |
| 8  | 27.06. | 62. Dutch TT          | Assen         | Pierfrancesco Chili | Luca Cadalora       | Loris Reggiani      | Max Biaggi          | Pierfrancesco Chili | Luca Cadalora          | Honda                        |
| 9  | 12.07. | GP von Ungarn         | Hungaroring   | Luca Cadalora       | Loris Reggiani      | Alberto Puig        | Luca Cadalora       | Pierfrancesco Chili | Luca Cadalora          | Honda                        |
| 10 | 19.07. | GP von Frankreich     | Magny-Cours   | Loris Reggiani      | Pierfrancesco Chili | Luca Cadalora       | Pierfrancesco Chili | Loris Reggiani      | Luca Cadalora          | Honda                        |
| 11 | 02.08. | GP von Großbritannien | Donington     | Pierfrancesco Chili | Loris Reggiani      | Doriano Romboni     | Pierfrancesco Chili | Pierfrancesco Chili | Luca Cadalora          | Honda                        |
| 12 | 23.08. | GP von Brasilien      | Interlagos    | Luca Cadalora       | Max Biaggi          | Loris Reggiani      | Max Biaggi          | Loris Reggiani      | Luca Cadalora          | Honda                        |
| 13 | 06.09. | GP von Südafrika      | Kyalami       | Max Biaggi          | Loris Reggiani      | Pierfrancesco Chili | Helmut Bradl        | Max Biaggi          | Luca Cadalora          | Honda                        |

### Fahrerwertung
| 1  | Luca Cadalora       | Honda   | 203 |
| 2  | Loris Reggiani      | Aprilia | 159 |
| 3  | Pierfrancesco Chili | Aprilia | 119 |
| 4  | Helmut Bradl        | Honda   | 89  |
| 5  | Max Biaggi          | Aprilia | 78  |
| 6  | Alberto Puig        | Aprilia | 71  |
| 7  | Jochen Schmid       | Yamaha  | 58  |
| 8  | Carlos Cardús       | Honda   | 48  |
| 9  | Masahiro Shimizu    | Honda   | 46  |
| 10 | Doriano Romboni     | Honda   | 43  |
| 11 | Wilco Zeelenberg    | Suzuki  | 38  |
| 12 | Loris Capirossi     | Honda   | 27  |
| 13 | Tadayuki Okada      | Honda   | 15  |
| 14 | Nobuatsu Aoki       | Honda   | 12  |

| 15 | Herri Torrontegui         | Suzuki  | 11 |
| 16 | Andreas Preining          | Aprilia | 6  |
| 17 | Jean-Philippe Ruggia      | Gilera  | 6  |
| 18 | Noboyuki Wakai            | Suzuki  | 4  |
| 19 | Carlos Lavado             | Gilera  | 4  |
| 20 | Kyoji Nanba               | Yamaha  | 3  |
| 21 | Paolo Casoli              | Yamaha  | 3  |
| 22 | Stefan Prein              | Honda   | 2  |
|    | Bernard Haenggeli         | Aprilia | 2  |
|    | Patrick van den Goorbergh | Aprilia | 2  |
| 25 | Jürgen van den Goorbergh  | Aprilia | 2  |
| 26 | Jean-Pierre Jeandat       | Aprilia | 1  |
|    | Bernd Kassner             | Honda   | 1  |

### Konstrukteurswertung
| 1 | Honda   | 214 |
| 2 | Aprilia | 211 |
| 3 | Yamaha  | 62  |
| 4 | Suzuki  | 46  |
| 5 | Gilera  | 10  |

## 125-cm³-Klasse

### Rennergebnisse
|    | Datum  | Rennen                | Strecke       | Platz 1             | Platz 2             | Platz 3             | Pole-Position       | Schn. Rennrunde | Gesamtführender Fahrer | Gesamtführender Konstrukteur |
| -- | ------ | --------------------- | ------------- | ------------------- | ------------------- | ------------------- | ------------------- | --------------- | ---------------------- | ---------------------------- |
| 1  | 29.03. | GP von Japan          | Suzuka        | Ralf Waldmann       | Bruno Casanova      | Noboyuki Wakai      | Bruno Casanova      | Ralf Waldmann   | Ralf Waldmann          | Honda                        |
| 2  | 12.04. | GP von Australien     | Eastern Creek | Ralf Waldmann       | Alessandro Gramigni | Bruno Casanova      | Kazuto Sakata       | Bruno Casanova  | Ralf Waldmann          | Honda                        |
| 3  | 19.04. | GP von Malaysia       | Shah Alam     | Alessandro Gramigni | Bruno Casanova      | Ralf Waldmann       | Alessandro Gramigni | Ralf Waldmann   | Ralf Waldmann          | Honda                        |
| 4  | 10.05. | GP von Spanien        | Jerez         | Ralf Waldmann       | Fausto Gresini      | Carlos Giró jr.     | Kazuto Sakata       | Gabriele Debbia | Ralf Waldmann          | Honda                        |
| 5  | 24.05. | GP von Italien        | Mugello       | Ezio Gianola        | Dirk Raudies        | Noboru Ueda         | Ezio Gianola        | Ezio Gianola    | Ralf Waldmann          | Honda                        |
| 6  | 31.05. | GP von Europa         | Barcelona     | Ezio Gianola        | Gabriele Debbia     | Fausto Gresini      | Ezio Gianola        | Carlos Giró jr. | Ralf Waldmann          | Honda                        |
| 7  | 14.06. | GP von Deutschland    | Hockenheim    | Bruno Casanova      | Fausto Gresini      | Ralf Waldmann       | Ralf Waldmann       | Ezio Gianola    | Ralf Waldmann          | Honda                        |
| 8  | 27.06. | 62. Dutch TT          | Assen         | Ezio Gianola        | Fausto Gresini      | Alessandro Gramigni | Ezio Gianola        | Gabriele Debbia | Ralf Waldmann          | Honda                        |
| 9  | 12.07. | GP von Ungarn         | Hungaroring   | Alessandro Gramigni | Ralf Waldmann       | Fausto Gresini      | Alessandro Gramigni | Fausto Gresini  | Ralf Waldmann          | Honda                        |
| 10 | 19.07. | GP von Frankreich     | Magny-Cours   | Ezio Gianola        | Noboru Ueda         | Jorge Martínez      | Ezio Gianola        | Fausto Gresini  | Ralf Waldmann          | Honda                        |
| 11 | 02.08. | GP von Großbritannien | Donington     | Fausto Gresini      | Alessandro Gramigni | Noboru Ueda         | Bruno Casanova      | Noboru Ueda     | Alessandro Gramigni    | Honda                        |
| 12 | 23.08. | GP von Brasilien      | Interlagos    | Dirk Raudies        | Jorge Martínez      | Alessandro Gramigni | Kazuto Sakata       | Dirk Raudies    | Alessandro Gramigni    | Honda                        |
| 13 | 06.09. | GP von Südafrika      | Kyalami       | Jorge Martínez      | Carlos Giró jr.     | Alessandro Gramigni | Alessandro Gramigni | Carlos Giró jr. | Alessandro Gramigni    | Honda                        |

### Fahrerwertung
| 1  | Alessandro Gramigni | Aprilia | 134 |
| 2  | Fausto Gresini      | Honda   | 118 |
| 3  | Ralf Waldmann       | Honda   | 112 |
| 4  | Ezio Gianola        | Honda   | 105 |
| 5  | Bruno Casanova      | Aprilia | 96  |
| 6  | Dirk Raudies        | Honda   | 91  |
| 7  | Jorge Martínez      | Honda   | 83  |
| 8  | Gabriele Debbia     | Honda   | 58  |
| 9  | Noboru Ueda         | Honda   | 57  |
| 10 | Noboyuki Wakai      | Honda   | 52  |
| 11 | Kazuto Sakata       | Honda   | 42  |

| 12 | Carlos Giró jr.    | Aprilia      | 39 |
| 13 | Hans Spaan         | Aprilia      | 12 |
| 14 | Peter Öttl         | Bakker-Rotax | 10 |
| 15 | Oliver Petrucciani | Honda        | 9  |
| 16 | Oliver Koch        | Honda        | 9  |
| 17 | Akira Saitō        | Honda        | 8  |
| 18 | Takao Shimizu      | Honda        | 5  |
| 19 | Kin'ya Wada        | Honda        | 5  |
| 20 | Yukata Fujiwara    | Honda        | 4  |
| 21 | Stefan Kurfiss     | Honda        | 2  |
| 22 | Heinz Lüthi        | Honda        | 1  |

### Konstrukteurswertung
| 1 | Honda   | 242 |
| 2 | Aprilia | 177 |
| 3 | Rotax   | 10  |

## Gespanne (500 cm³)

### Rennergebnisse
|   | Datum  | Rennen                | Strecke     | Platz 1                       | Platz 2                              | Platz 3                              | Pole-Position                    | Schn. Rennrunde                  |
| - | ------ | --------------------- | ----------- | ----------------------------- | ------------------------------------ | ------------------------------------ | -------------------------------- | -------------------------------- |
| 1 | 10.05. | GP von Spanien        | Jerez       | Steve Webster / Gavin Simmons | Klaus Klaffenböck / Christian Parzer | Barry Brindley / Scott Whiteside     | Darren Dixon / Andy Hetherington | Steve Webster / Gavin Simmons    |
| 2 | 14.06. | GP von Deutschland    | Hockenheim  | Steve Webster / Gavin Simmons | Klaus Klaffenböck / Christian Parzer | Darren Dixon / Andy Hetherington     | Rolf Biland / Kurt Waltisperg    | Steve Webster / Gavin Simmons    |
| 3 | 27.06. | 62. Dutch TT          | Assen       | Rolf Biland / Kurt Waltisperg | Steve Webster / Gavin Simmons        | Klaus Klaffenböck / Christian Parzer | Rolf Biland / Kurt Waltisperg    | Rolf Biland / Kurt Waltisperg    |
| 4 | 12.07. | GP von Ungarn         | Hungaroring | Rolf Biland / Kurt Waltisperg | Steve Webster / Gavin Simmons        | Klaus Klaffenböck / Christian Parzer | Rolf Biland / Kurt Waltisperg    | Steve Webster / Gavin Simmons    |
| 5 | 19.07. | GP von Frankreich     | Magny-Cours | Rolf Biland / Kurt Waltisperg | Egbert Streuer / Peter Brown         | Klaus Klaffenböck / Christian Parzer | Rolf Biland / Kurt Waltisperg    | Darren Dixon / Andy Hetherington |
| 6 | 02.08. | GP von Großbritannien | Donington   | Rolf Biland / Kurt Waltisperg | Darren Dixon / Andy Hetherington     | Steve Webster / Gavin Simmons        | Rolf Biland / Kurt Waltisperg    | Rolf Biland / Kurt Waltisperg    |
| 7 | 06.09. | Niederlande           | Assen       | Egbert Streuer / Peter Brown  | Rolf Biland / Kurt Waltisperg        | Darren Dixon / Andy Hetherington     | Rolf Biland / Kurt Waltisperg    | Egbert Streuer / Peter Brown     |

### Fahrerwertung
| 1  | Rolf Biland        | Kurt Waltisperg                                     | LCR-Krauser                            | 98 |
| 2  | Steve Webster      | Gavin Simmons                                       | LCR-ADM                                | 92 |
| 3  | Klaus Klaffenböck  | Christian Parzer                                    | LCR-ADM                                | 66 |
| 4  | Egbert Streuer     | Peter Brown                                         | LCR-Stredor / LCR-Yamaha / LCR-Krauser | 57 |
| 5  | Darren Dixon       | Sean Dixon bzw. Andy Hetherington                   | LCR-Krauser                            | 42 |
| 6  | Yoshisada Kumagaya | Brian Houghton                                      | LCR-Krauser                            | 39 |
| 7  | Paul Güdel         | Charly Güdel                                        | LCR-Yamaha                             | 39 |
| 8  | Ralph Bohnhorst    | Bruno Hiller                                        | LCR-BRM                                | 36 |
| 9  | Markus Bösiger     | Beat Leibundgut bzw. Rinie Bettgens bzw. Peter Höss | LCR-ADM                                | 21 |
| 10 | Barry Brindley     | Scott Whiteside                                     | LCR-Yamaha                             | 19 |
| 11 | Markus Egloff      | Urs Egloff                                          | SMS-Yamaha / LCR-Yamaha                | 18 |
| 12 | Steve Abbott       | Shaun Smith                                         | YKI-Krauser / LCR-Krauser              | 14 |
| 13 | Derek Brindley     | Nick Roche bzw. Paul Hutchinson                     | LCR-Krauser                            | 10 |
| 14 | Tony Wyssen        | Kilian Wyssen                                       | LCR-Yamaha                             | 4  |
| 15 | Billy Gällros      | Peter Berglund                                      | LCR-Stredor                            | 4  |
| 16 | Theo van Kempen    | Geral de Haas                                       | LCR-Krauser                            | 4  |
| 17 | Reiner Koster      | Jürg Egli                                           | LCR-Yamaha                             | 2  |
| 18 | Tony Baker         | Simon Prior                                         | LCR-Krauser                            | 1  |
|    | Jukka Lauslehto    | Jørgen Levinsen                                     | LCR-ADM                                | 1  |
|    | Gary Knight        | Malcolm Jackson bzw. Guy Scott                      | LCR-Krauser                            | 1  |

## Verweise